# 107 a.C.
Il 107 a.C. (CVII a.C. in numeri romani) è un anno  del II secolo a.C.

## Eventi
- Ha inizio la riforma mariana dell'esercito romano.
- Battaglia di Agen tra Elvezi e Romani.

## Morti
- Lucio Calpurnio Pisone Cesonino, politico e generale romano
- Lucio Cassio Longino, politico e generale romano